# Challis (månekrater)
Challis er et nedslagskrater på Månen. Det befinder sig på den nordlige halvkugle på Månens forside, tæt nok ved dens rand til at det ses i perspektivisk forkortning fra Jorden. Det er opkaldt efter den engelske matematiker, astronom og fysiker James Challis (1803 – 1862).
Navnet blev officielt tildelt af den Internationale Astronomiske Union (IAU) i 1935. 

## Omgivelser
Challiskrateret er forbundet med Mainkrateret ved et brud i den nordlige rand, og det ligger tæt ved Scoresbykrateret mod sydøst.

## Karakteristika
Kraterranden er beskadiget og eroderet af senere nedslag. Den mest intakte del findes i den sydøstlige halvdel. Der ligger et lille krater over den sydlige rand, og resten af randen er indskåret og irregulær. Kraterbunden i både Challis og Main har fået ny overflade, der er jævn og ens for de to kratere. Overfladen er kun mærket af få småkratere.

## Satellitkratere
De kratere, som kaldes satellitter, er små kratere beliggende i eller nær hovedkrateret. Deres dannelse er sædvanligvis sket uafhængigt af dette, men de får samme navn som hovedkrateret med tilføjelse af et stort bogstav. På kort over Månen er det en konvention at identificere dem ved at placere dette bogstav på den side af satellitkraterets midte, som ligger nærmest hovedkrateret. Challiskrateret har følgende satellitkratere:
| Challis | Længde  | Bredde | Diameter |
| ------- | ------- | ------ | -------- |
| A       | 77,2° N | 2,3° Ø | 32 km    |

## Måneatlas
- Billeder af Challiskrateret i LPI-måneatlasset